# Chattar Singh Attariwalla
Chattar Singh Attariwalla (o Chatar Siṅgh Aṭārīvālā) (... – Calcutta, 27 dicembre 1855) è stato governatore della provincia dell'Hazara e un comandante dell'esercito Sikh Khalsa. Combatté contro i britannici nella seconda guerra anglo-sikh.

## Famiglia
Chatar Singh era figlio di Jodh Singh Attariwalla. Ebbe due figli maschi, raja Sher Singh Attariwalla e Avtar Singh. Sua figlia Tej Kaur era stata promessa in sposa al maharaja Duleep Singh, ma dopo la prima guerra anglo-sikh il residente britannico,sir Frederick Currie non onorò il fidanzamento. Sher Singh Attariwalla inflisse una pesante sconfitta all'esercito della Compagnia britannica delle Indie orientali nella battaglia di Chillianwala.

## Biografia
Alla morte del padre, nell'agosto del 1815, Chatar Singh ereditò grandi jagir e si occupò della coltivazione delle sue proprietà. Salì alla ribalta politica nel 1843, dopo l'assassinio del maharaja Sher Singh, quando sua figlia Tej Kaur fu promessa in sposa al maharaja Duleep Singh. Nel 1846 fu nominato governatore di Peshawar e l'anno successivo il consiglio di reggenza lo raccomandò per il titolo di raja, ma egli chiese che il titolo fosse invece conferito a suo figlio, Sher Singh Attariwalla.
Nel 1848 fu nominato governatore della provincia dell'Hazara. Qui entrò in conflitto con il capitano James Abbott, vice commissario britannico del distretto dell'Hazara. Abbott sosteneva che Chatar Singh stesse cospirando per sovvertire l'autorità britannica nel Punjab. Il residente britannico a Lahore, sir Frederick Currie, commissionò un'indagine al capitano John Nicholson che scagionò Chatar Siṅgh, giustificando anche le misure difensive che aveva adottato per salvare la capitale dell'Hazara, assediata dai mercenari maomettani di Abbott. Nonostante ciò, Currie rimosse formalmente Chatar Singh e confiscò i suoi jagir. In seguito a questi avvenimenti e al rifiuto del residente britannico nell'onorare il fidanzamento di sua sorella, Sher Singh Attariwalla, che aveva combattuto a fianco dei britannici, cambiò schieramento. Nella seconda guerra anglo-sikh, Sher Singh Attariwalla inflisse un duro colpo agli inglesi nella battaglia di Chillianwala, ma fu sconfitto nella successiva battaglia di Gujrat. Dopo la battaglia, Chatar Singh e i suoi figli, Sher Singh e Avtar Singh, furono imprigionati prima ad Allahabad e poi a Fort William a Calcutta. Chattar Singh morì a Calcutta il 27 dicembre 1855.